# NGC 3377
NGC 3377 este o galaxie eliptică situată în constelația Leul. A fost descoperită în 8 aprilie 1784 de către William Herschel. Se află la o distanță de 10,62 megaparseci de Pământ.